# گروه کلاف
گروه کلاف (انگلیسی: Clough Group) شرکت مهندسی استرالیایی است، که در سال ۱۹۱۹ تأسیس شد.